# Национальные символы Ирана
Символы Исламской Республики Иран — это эмблемы иранского народа.

## Государственные символы Ирана
| Изображение                                                                  | Название                                 | Описание | Дата                      |
| ---------------------------------------------------------------------------- | ---------------------------------------- | --- | ------------------------- |
|                                                                              | Флаг Ирана                               | Государственный флаг Ирана представляет собой триколор из горизонтальных равновеликих полос — зелёной, белой и красной. В центре флага, то есть посередине белой полосы, изображены красные меч и четыре полумесяца. Вместе они образуют слово «Аллах» (араб. الله). Вдоль нижнего края зелёной полосы и верхнего края красной полосы белыми буквами «куфическим» шрифтом 22 раза вписано изречение «Бог велик» на арабском (намёк на Исламскую революцию). Зелёный цвет — цвет ислама, кроме того, это символ плодородия, порядка и радости. Белый цвет символизирует мир, красный — мужество, храбрость и пролитую в борьбе кровь. Имеет пропорции 4:7 | Утверждён 29 июня 1980 г. |
|                                                                              | Эмблема                                  | Государственная эмблема Ирана включает в себя изображения обоюдоострого меча и четырёх полумесяцев, вместе образующие стилизованную надпись — слово «Аллах» (араб. الله). Эти пять частей символизируют пять столпов Ислама. Над мечом находится шадда — W-образный надстрочный диакритический знак (знак огласовки в арабском письме), указывающий на удвоение согласной буквы (само явление удвоения называется ташдид). В эмблеме шадда символизирует удвоенную силу меча. Форма эмблемы напоминает тюльпан — в память тех, кто погиб, защищая Иран (по легенде, на могиле павшего за Иран вырастает красный тюльпан). До сих пор в стране тюльпан считается символом мученичества. Эскиз эмблемы разработан художником Хамидом Надими и утверждён Рухоллой Хомейни | Утверждён 9 мая 1980 г.   |
| سرود ملی جمهوری اسلامی ایران ("Национальный гимн Исламской Республики Иран") | «Sorude Melliye Jomhuriye Eslâmiye Irân» | Гимн Ирана (автор слов Сайед Багери, музыки — Хасан Рияхи) был принят и утверждён в 1990 году, заменив гимн «Живи вечно, Иран!», принятый в 1980 году, через год после Исламской революции и свержения монархии в Иране | Утверждён в 1990 г.       |

## Неофициальные символы
| Изображение | Название         | Описание |
| ----------- | ---------------- | --- |
|             | Сетар            | Персидский струнный щипковый музыкальный инструмент грушевидной формы типа лютни с длинной шейкой. На сетаре исполняется суфийская и классическая персидская музыка (дастгях) |
|             | Кеманча          | Персидская кеманча считается самой древней в многочисленной группе подобных инструментов — родоначальницей разных видов кеманчей. В переводе с персидского языка слово «кеманча» (перс. کمانچه) означает «небольшой смычковый инструмент». Конструкцию кеманчи в персидском варианте можно описать так: деревянная шейка прямой или круглой формы, дека, изготовленная из тонкой рыбьей или змеиной кожи либо бычьего пузыря, лукообразный смычок с конским волосом |
|             | Персидский ковёр | Персидские ковры, представляющие собой одну из наиболее известных в мире разновидностей ковров ручной работы, являются одним из символов персидской культуры и культуры государства Иран |
|             | Фаравахар        | Главный символ зороастризма, представляющий бога Ахура-Мазду. Этот религиозно-культурный символ при династии Пехлеви трактовался как символ иранской идентичности |
|             | Авеста           | Собрание священных текстов зороастрийцев Авеста — старейший памятник древнеиранской литературы, составленный на особом, более нигде не зафиксированном языке, называемом в иранистике «авестийским». Древнейшую часть Авесты составляют Гаты (песнопения), сложенные пророком Заратуштрой предположительно на рубеже II—I тыс. до н. э. |
|             | Шахнаме          | «Книга царей» — самое крупное и выдающееся произведение персидской литературы, национальный эпос иранских народов. В «Книге царей» Фирдоуси описывается история Ирана от древних времён до проникновения ислама в VII веке, охватывающая более 10 веков |
|             | Рустам           | Рустам — славнейший персидский богатырь, легендарный герой эпоса Фирдоуси «Шахнаме» |
|             | Симург           | Мифическое существо в иранской мифологии, царь всех птиц. Изображения Симурга и предания о нём обнаружены в источниках всех периодов развития иранского искусства. После воцарения династии Сефевидов изображение Симурга стало эмблемой Ирана наряду с его государственным гербом |
|             | Хумай            | В иранской мифологии волшебная птица-феникс, предвещающая счастье |
|             | Пасаргады        | Древний персидский город Пасаргады был первой столицей империи Ахеменидов. Его основал Кир Великий в 546 году до н. э., приступая к строительству своей столицы. Позднее Дарий I построил Персеполь и перенёс столицу туда |
|             | Лев и Солнце     | Во времена правления династий Сефевидов и Каджаров символ Льва и Солнца стал более популярным. В эпоху Сефевидов он обозначал два столпа общества: государство и исламскую религию. Статус национальной эмблемы получил в эпоху Каджаров. Смысл символа несколько раз менялся в период между эпохой Каджаров и революцией 1979 года. Лев мог быть истолкован в качестве метафоры для изображения Али ибн Абу Талиба, зятя пророка Мухаммеда, для героев Ирана, которые готовы защитить страну от врагов, или в его древней интерпретации как символ королевской власти. Солнце попеременно толковалось как символ Джамшида, мифического царя Ирана, и Родины в целом |
|             | Персидские сады  | Персидский сад — отражение иранского мировоззрения. В течение многих лет иранские и зарубежные учёные пытались изучать различные формы, узоры и расположение иранских садов. Наиболее известным примером воплощения персидской философии сада является сад Тадж-Махала в Индии |
|             | Персидская кошка | Порода длинношёрстных персидских кошек — одна из старейших и самых популярных в мире. С XVII века приобрела популярность в Европе и распространилась по всей её территории, прижившись в домах аристократов, поскольку далеко не каждый мог позволить себе купить и содержать такую кошку |
|             | Новруз           | Иранский Новый год, один из древнейших праздников, сохранивший свои яркие традиции, регулярно отмечается и в ряде других стран Ближнего Востока, а также Передней и Средней Азии и др. Он начинается в день весеннего равноденствия и знаменует собой начало Фарвардина, первого месяца календаря солнечной хиджры (иранский календарь) |
|             | Шафран           | Получаемый из высушенных рылец цветков одноимённого растения шафран — самая дорогая в мире пряность, 80% которой производится в Иране. Шафран является ключевым ингредиентом персидской кухни. Им приправляют плов, мясо, овощи, и даже в традиционное мороженое добавляют эту пряность, окрашивающую блюда в золотистый цвет |
|             | Гранат           | Гранат является одним из священных плодов в персидской культуре, иранцы называют его «плодом неба». Гранатовые деревья вокруг храмов огня сажали зороастрийцы, кроме того, гранат наряду с виноградом и финиками упомянут в Коране. В Иране ему посвящён отдельный Фестиваль граната |
|             | Фисташка         | Фисташковые орехи издревле выращивали в разных регионах Ирана. Здесь и сейчас, как в старину в Персии, фисташки считаются символом богатства и процветания |